# 14148 Jimchamberlin
14148 Jimchamberlin (1998 SO45) là một tiểu hành tinh vành đai chính được phát hiện ngày 25 tháng 9 năm 1998 bởi Spacewatch ở Kitt Peak.